# 河村ここあ
河村 ここあ（かわむら ここあ、2007年6月16日 - ）は、日本の女性ファッションモデル、タレント、女優である。
広島県出身。テンカラット所属。

## 略歴
2021年に雑誌『Cuugal』の専属モデルとしてデビュー。
2022年8月25日、ミスセブンティーン2022に選出されて、seventeenの専属モデルとなった。

## 人物
- 身長157cm[2]、血液型O型[5]。
- 趣味 - 神社めぐり・水族館めぐり[5]
- 特技 - とび箱・三点倒立・フラダンス・ 剣道[5]、舌を動かすこと[1]

## 出演

### テレビ
- 超無敵クラス（2023年5月 - 2025年3月30日、日本テレビ）
- 『朗読コンテンツVOICEアクト「17歳のビオトープ」』（2024年8月、BSフジ）

### TVドラマ
- アオハライド Season１（2023年9月、WOWOW）
- ブラックガールズトーク（2024年1月 - 3月、テレビ東京） -喫茶店の客 役
- 嗤う淑女（2024年7月、東海テレビ） - 蒲生美智留 役（中学時代）
- ギャン泣きくん（2025年3月、中京テレビ）
- FOGDOG（2025年7月、読売テレビ） - 龍野花音 役

### 映画
- 「東京予報―映画監督外山文治短編作品集―」収録『はるうらら』（2025年6月公開）
- 青春ゲシュタルト崩壊（2025年6月公開） - 中条光 役[6][7]

### MV
- cocomi 『愛してるとか言ってみた』[5]
- ねぐせ。  『花束が似合う君へ(fantastic ver.)』[5]

### CM
- 「PINKHUNT（ピンクハント）」イメージモデル
- 学校法人河合塾 & 株式会社河合塾マナビス「大学入学共通テストトライアル 」
- ハルタ「ハルタイメージガール2023」[1]
- ニッスイ「おさかなのソーセージ」カラダづくる青春篇
- カバヤ食品「タフグミ」WEBムービー
- 「ハナサカ軍手ィプロジェクト」2024年度ポスターガール
- ダイセル 企業CM

## 書籍

### 雑誌連載
- Cuugal（2021年5月 - 2022年5月、東京ニュース通信社） - 専属モデル
- Seventeen（2022年8月 - 、集英社） - 専属モデル